# Classicisme
Un classicisme és un moviment artístic caracteritzat per una mirada nostàlgica a l'antiguitat clàssica. Es considera que el primer classicisme és el Renaixement i és difícil concretar la totalitat dels classicismes, sovint són moviments d'una nació o regió d'àmbit reduït o transcorren en un espai de temps curt. En tot classicisme s'interpreten els filòsofs antics per posar en vigència valors morals perennes; s'estableixen unes normes inviolables i es persegueix un ideal per aconseguir una superioritat moral.

## Concepte
El classicisme és un dels pilars en què es recolza el Renaixement, amb un retorn cap a les formes clàssiques (gregues i romanes) en totes les arts. Aquest redescobriment es veu no només en les formes i estils, és també un redescobriment temàtic. Cal pensar que l'art religiós havia presidit el romànic i el gòtic, de forma que un art més realista i proper en la forma va ser una revolució, i recupera temàtiques més paganes, encara que sovint cristianitzades. Els temes mitològics es converteixen amb motiu essencial de les pintures, les escultures i la lírica des de finals del segle xv. És originari d'Itàlia, però es propaga ràpidament per tot Europa. Es va expressar en tots els dominis de l'art, des de l'arquitectura, la música, la pintura i la literatura.
Hi ha autors que contraposen el classicisme amb el romanticisme com moviments antagònics, altres autors veuen el classicisme i el romanticisme com supra moviments que resumeixen la història de l'art. Per aquests darrers, romànic i gòtic són moviments romàntics.
|                              | Classicisme     | Romanticisme          |
| Impuls creador               | raó             | sentiment individual  |
| Idea subjacent               | ordre           | fantasia              |
| Cristianisme                 | catòlic         | protestant            |
| Origen                       | Mediterrani     | Alemanya i Anglaterra |
| Presentació d'una naturalesa | harmoniosa      | salvatge              |
| Gèneres literaris            | teatre i poesia | novel·la i prosa      |

## Moments del classicisme
Mentre Europa va entrar en el període conegut com l'edat mitjana, l'Imperi Romà d'Orient va viure la continuació de l'Imperi Romà. Quan el 1453 l'Imperi Romà d'Orient s'enderrocà, molts erudits grecs es refugien a diferents indrets d'Itàlia essent responsables d'un impuls al renaixement inicial. El Renaixement és considerat com el primer classicisme.
En segona instància i després de Copèrnic, tot classicisme queda desnaturalitzat, car l'home queda fora del centre. La consciència que la terra gira al voltant del Sol produeix un replantejament de la cultura i del mètode de cognició. Això comporta, finalment, un replantejament de l'art i la seva funció. Galileu que sustenta les tesis de Copèrnic és qui centra l'interès en com passen les coses i abandona la pretensió d'explicar el perquè passen.

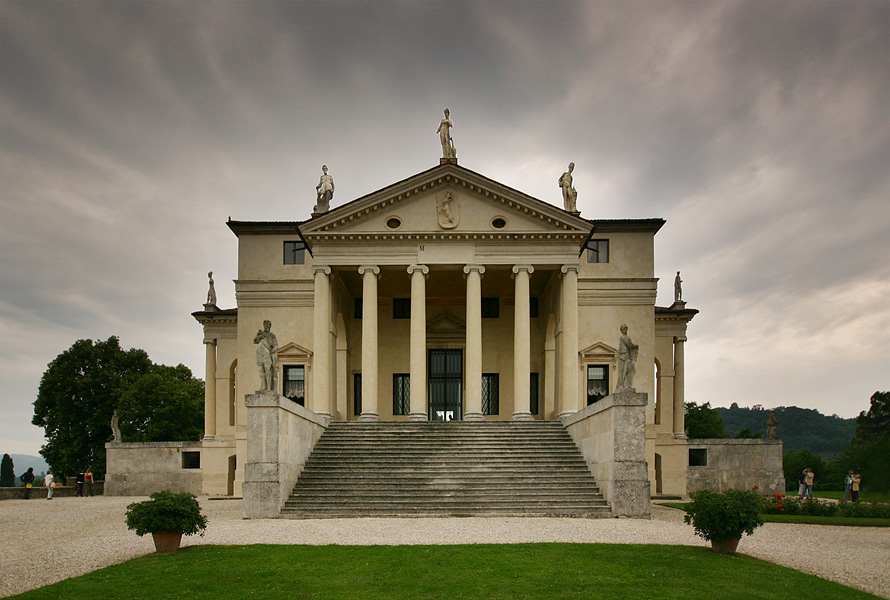
Villa Capra, Palladio, 1591

Moments de la història on, localment o globalment, es produeix un classicisme:
- Durant l'antiguitat clàssica. Estrictament, és l'art clàssic i no un classicisme.
- Al Renaixement i específicament en l'humanisme.
- Al Renaixement hispànic durant el purisme renaixentista
- El classicisme francès, moment àlgid del classicisme.
- Classicisme de Weimar.
- El neoclassicisme, moment en què, potser, és més extens territorialment.
- El noucentisme, moviment català.

Hom diu que mentre hi hagi acadèmies d'art i, per tant, academicisme no morirà mai el classicisme. Autors com Dalí participen de les condicions necessàries per incloure'l dins del classicisme, però el seu coetani Joan Miró no. Ambdós els podem incloure en el surrealisme, però Dalí formalment és més proper a Jean Auguste Dominique Ingres, Nicolas Poussin o Andrea Mantegna.
Finalment, podem assenyalar que hi ha altres cultures que, per posseir normes inviolables dins del seu art, posseeixen el seu art clàssic. Aquest grup seria molt gran: cultures precolombines, l'antiga Xina, l'antic Egipte, el món islàmic i de ben segur, cultures africanes. Per bé que usualment fem referència a aquestes anomenant-les, cultures antigues, i el seu art etiquetant-lo, d'antic.